# Scattered disk object

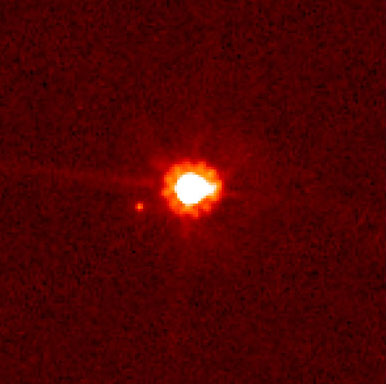
Eris, het grootst bekende scattered-disk object en haar maan Dysnomia

Scattered-disk objects (SDO's, verstrooide-schijfobjecten) zijn een groep planetoïden in de buitenste regionen van het zonnestelsel. Hun omlooptijd om de zon is groter dan 330 jaar (twee of meer maal die van de planeet Neptunus), de gemiddelde afstand tot de Zon is 48 AE of meer, terwijl de kortste afstand tot de zon in de buurt van de baan van Neptunus ligt, meestal ergens tussen 28 en 40 AE. De banen zijn behoorlijk elliptisch: de baanexcentriciteit ligt tussen 0,3 en 0,96 – hoe wijder de baan, des te elliptischer (dit is een automatisch gevolg van het feit dat het perihelium in de buurt van de Neptunusbaan moet liggen). Het baanvlak is vaak flink geheld ten opzichte van de ecliptica (inclinatie tot 44°). Er zijn sinds 1995 ongeveer 700 scattered-disk objects ontdekt, de bekendste en grootste is Eris (geschatte middellijn 2400 km).
Het gaat vermoedelijk om ijs- en steenklompen die oorspronkelijk afkomstig zijn uit de Kuipergordel. Wanneer twee zulke Kuiperobjecten in hun baan toevallig in elkaars buurt komen, kan de wederzijdse zwaartekracht ervoor zorgen dat ze van koers veranderen en een van hen naar de meer naar binnen gelegen regionen van het zonnestelsel wordt gestuurd. Wanneer die daarbij de planeten Neptunus of eventueel Uranus op voldoende korte afstand passeert, wordt de baan nogmaals gewijzigd, en wel precies in het soort banen dat de SDO's hebben: excentrisch, met een perihelium nabij de Neptunus- (of Uranus)baan, en geheld op de ecliptica. Vandaar de naam: scattered disk = verstrooide schijf: Neptunus en Uranus "verstrooien" de schijf van Kuiper objecten. Ontmoetingen met de zwaardere planeten Jupiter en Saturnus zijn ook mogelijk, maar dan zal het Kuiperobject doorgaans radicaal het zonnestelsel uitgeslingerd worden.